# Pyropyga chemsaki
Pyropyga chemsaki is een keversoort uit de familie glimwormen (Lampyridae). De wetenschappelijke naam van de soort werd voor het eerst geldig gepubliceerd in 1993 door Zaragoza Caballero.